# Так
Так е една от 76-те провинции на Тайланд. Столицата ѝ е едноименния град Так. Населението на провинцията е 486 146 жители (2000 г. – 49-а по население), а площта 16 406,6 кв. км (4-та по площ). Намира се в часова зона UTC+7. Разделена е на 9 района, които са разделени на 63 общини и 493 села.
1. ↑  stat.bora.dopa.go.th